# 창녕 남지철교

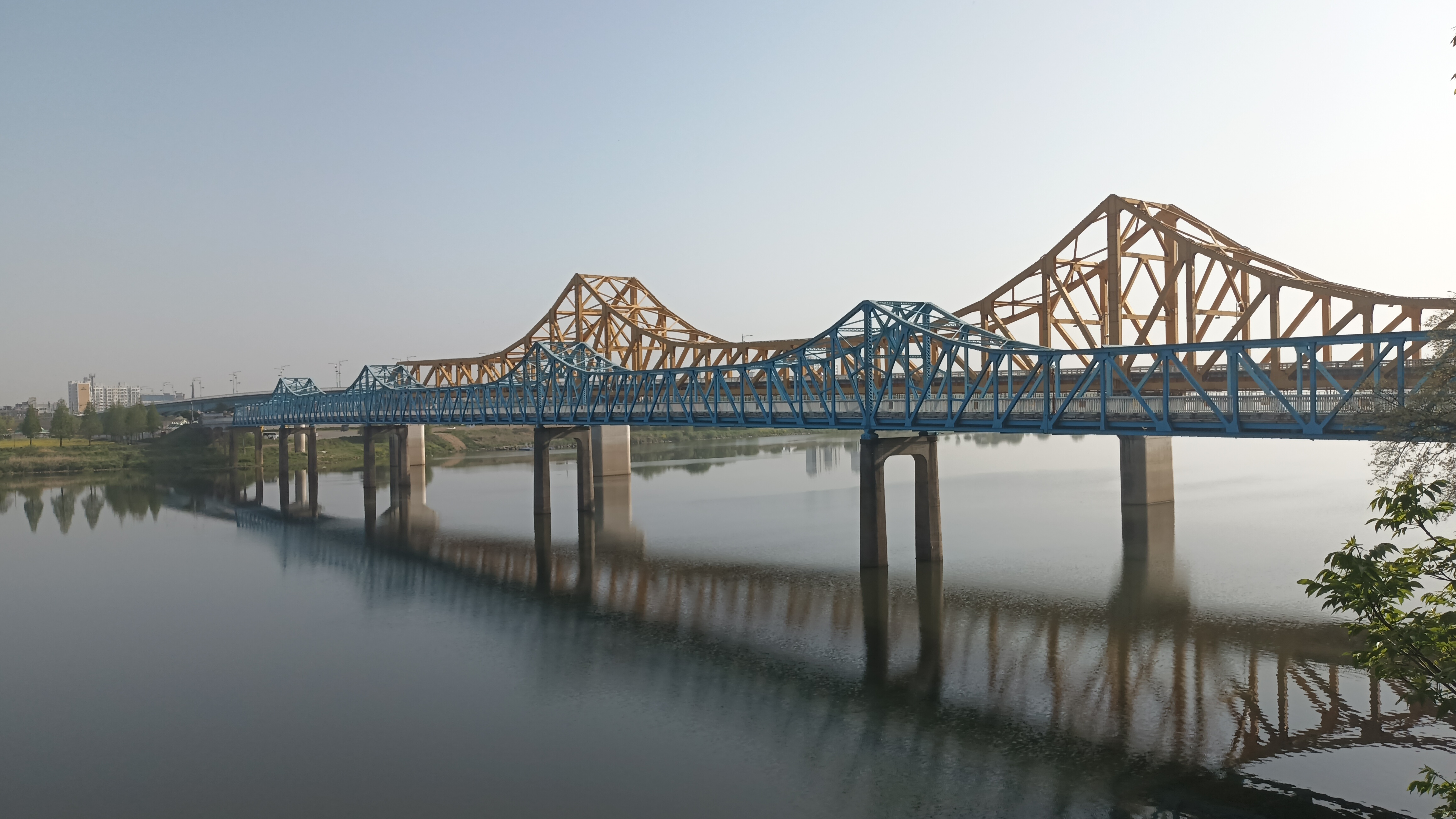
남지교와 창녕 남지철교

창녕 남지철교(昌寧 南旨鐵橋, 영어: Namji Railroad Bridge, Changnyeong)는 대한민국 경상남도 창녕군 남지읍에 있는 근대식 트러스 구조의 철교이다. 2004년 12월 31일 대한민국의 국가등록문화재 제145호로 지정되었다.

## 현지 안내문
이 시설물은 창녕과 함안 사이 낙동강을 가로질러 설치한 근대식 트러스 구조의 철교이다. 이 다리는 철근콘크리트 T형의 트러스교이며, 상부 철골 트러스의 교각부분을 더 높게하여 마치 물결이 치는 듯한 아름다운 모습을 연출한다. 이 시기에 제작한 철교 가운데 가장 아름답고 우수한 다리 중 하나로 평가받고 있다.

## 같이 보기
- 남지교

## 참고 자료
- 창녕 남지철교 - 국가유산청 국가유산포털